# أندري سميرنوف
أندري سميرنوف (بالروسية: Андрей Васильевич Смирнов)‏ (19 سبتمبر 1962 - ) هو لاعب كرة قدم روسي (وحمل سابقاً جنسية الاتحاد السوفيتي) في مركز الوسط. لعب مع لوخ إينيرجيا فلاديفوستوك وFC Okean Nakhodka ‏ وFC Smena Komsomolsk-na-Amure ‏ ونادي سكا خاباروفسك.

## وصلات خارجية
- أندري سميرنوف على موقع قاعدة بيانات كرة القدم.إي يو (الإنجليزية)